# Рабона

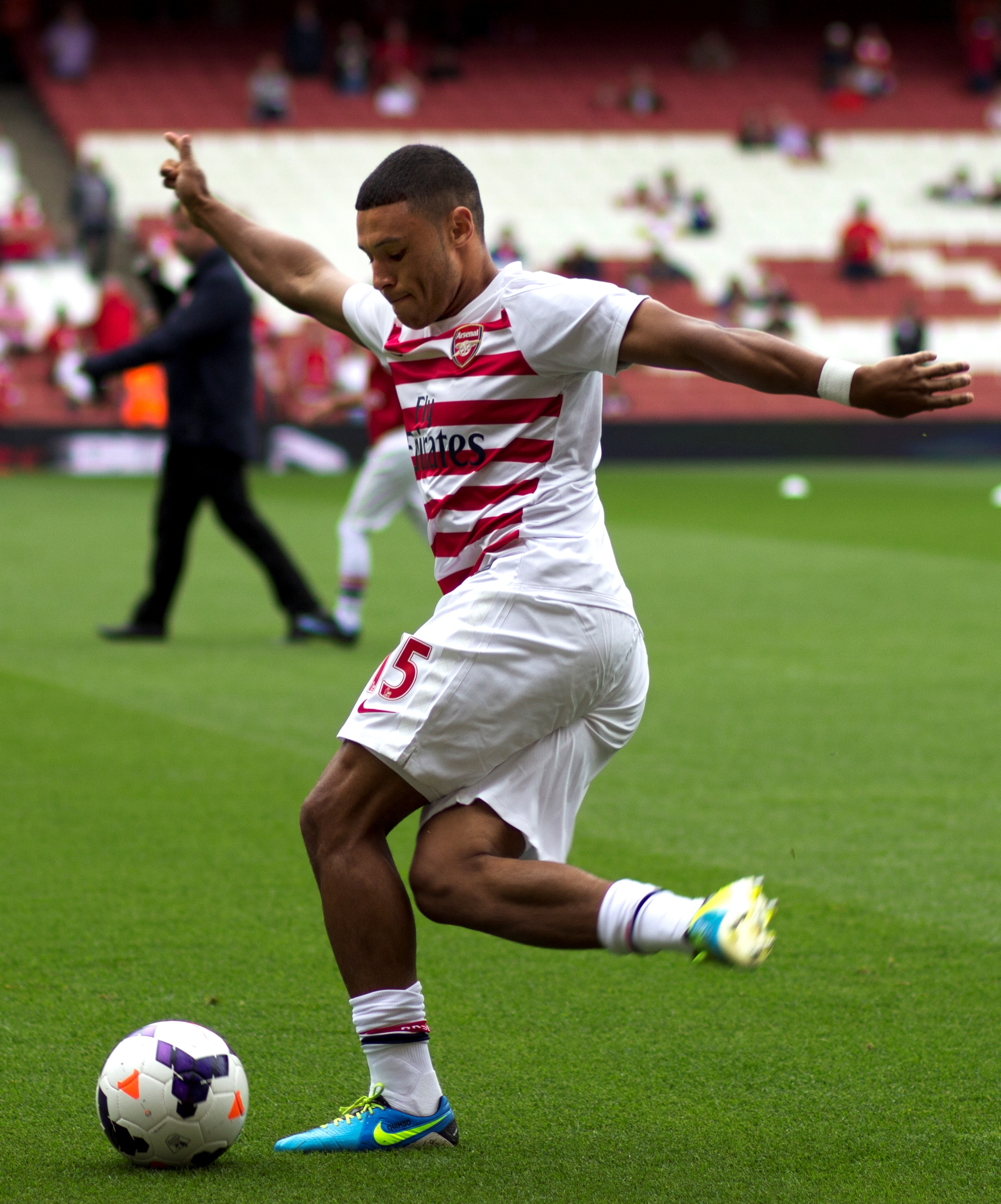
Алекс Окслейд-Чемберлен исполняет рабону на тренировке за «Арсенал» (17 августа 2013)

Рабо́на — удар, который наносится по мячу позади опорной ноги. При правильном исполнении ноги игрока скрещиваются одна за другой.
Есть несколько причин, почему игрок может решить ударить по мячу таким образом: например, у нападающего-правши мяч находится под левой ногой, он чувствует, что сила или точность удара его левой ноги недостаточны, поэтому выполняет рабону, чтобы нанести более эффективный удар. Другой вариант: вингер-правша подаёт рабоной, играя на левом фланге и не имея возможности развернуться. Кроме того, игрок может применить приём, желая запутать защитника или просто показать своё мастерство.

## История
Считается, что первым рабону исполнил в 1948 году Рикардо Инфанте в игре между аргентинскими командами «Эстудиантес» и «Росарио Сентраль». После этого спортивный журнал El Gráfico вышел с помещённым на обложке изображением Инфанте, одетого в школьную форму, с надписью: «Инфанте прогулял школу» («rabona» в переводе с испанского означает «прогулять школу»). С тех пор этот технический элемент получил название рабона. А со временем и само движение, и его название перешли в танго. 
По другой версии, этот удар изобрёл в 1976 году итальянец Джованни Роккотелли. В 1970-е годы этот финт называли просто «скрещённый удар», или перекрёстный удар (crossing-kick), однако позже в Аргентине ввели термин «рабона», позаимствовав его из лексикона, связанного с бальными танцами, а именно с танго, где он обозначает элемент, который выглядит точно так же, как одноимённый финт.
Ряд известных игроков успешно исполняли рабону, в их числе Пеле (в 1957 году в матче Лиги Паулиста), Диего Марадона, Рикарду Куарежма, Анхель ди Мария, Хуан Эдуардо Лескано, Эрик Ламела, Пабло Аймар, Лео Лима, Маркос Рохо, Марсело Карруска и другие.

## Применение в других видах спорта
Первое известное исполнение рабоны в американском футболе принадлежало кикеру «Даллас Ковбойз», бывшему футболисту Тони Фричу. Он использовал удар в конце последней четверти плей-офф дивизиона 1972 года, этот удар способствовал исторической победе 30-28 над «Сан-Франциско Форти Найнерс». Рабону использовал кикер команды Университета Райса Крис Босуэлл, чтобы успешно обмануть своих противников из Хьюстонского университета. Босуэлл научился трюку от своего отца, который вырос, играя в футбол в Бразилии.